# Serafim Shyngo-Ya-Hombo
Serafim Shyngo-Ya-Hombo OFMCap (* 6. Februar 1945 in Kibala) ist Altbischof von Mbanza Congo. 

## Leben
Serafim Shyngo-Ya-Hombo trat der Ordensgemeinschaft der Kapuziner bei und empfing am 1. August 1971 die Priesterweihe.
Papst Johannes Paul II. ernannte ihn am 26. März 1990 zum Weihbischof in Luanda und Titularbischof von Aquae in Dacia. Der Erzbischof von Luanda, Alexandre Kardinal do Nascimento, spendete ihm am 24. Juni desselben Jahres die Bischofsweihe; Mitkonsekratoren waren Fortunato Baldelli, Apostolischer Delegat in Angola, und Zacarias Kamwenho, Bischof von Novo Redondo.
Am 29. Mai 1992 wurde er zum Bischof von Mbanza Congo ernannt. Von seinem Amt trat er am 17. Juli 2008 zurück.